# Pierre Marie Bournique
Pierre Marie Bournique dit Pierre Marie, né le 4 mars 1888 à Abreschviller (Moselle) est mort le 18 mai 1911 à Reims, est un pilote lorrain, pionnier de l'aviation française.

## Biographie
Fils de Joseph Bournique, exploitant forestier, Pierre-Marie-Joseph-Ernest Bournique voit le jour à Abreschviller, en Lorraine alors annexée, le 4 mars 1888. Après des études secondaires à Strasbourg, où il excelle dans plusieurs disciplines sportives, il suit des cours de gestion forestière à Nancy en 1905-1906. Il poursuit ses études en sylviculture au Magdalen College d'Oxford. Recommandé par le directeur de l’école forestière d’Oxford, il part se perfectionner à Vancouver, dans une exploitation forestière canadienne. Rentré en mai 1908 en Lorraine, il travaille pour l'exploitation forestière de son père. 
Intéressé par l'aviation balbutiante, Pierre Marie Bournique décide de devenir pilote d'avion. Réalisant son rêve, il passe son brevet de pilote sur un REP, le 19 juillet 1910, à l’aérodrome de Buc, près de Versailles. Il travaille aussitôt pour le constructeur de l'aéroplane, Robert Esnault-Pelterie, et vole en région parisienne. Connu comme « Pierre Marie » dans les médias, il pilote, à partir de février 1911, pour le constructeur Armand Deperdussin, à Reims-Betheny. Le 13 février 1911, « Pierre Marie » bat le record des 100 kilomètres avec passager à bord d'un monoplan Deperdussin à moteur Gnome de 100 chevaux. Le 18 mai 1911, alors qu'il se rend à Mourmelon sur ce même appareil, il s'écrase peu de temps après le décollage avec un lieutenant de l'armée française à bord.

## Sources
- Henry Michel: Pierre Marie (1888-1911) : un forestier lorrain pionnier de l'aviation, éd. du Quotidien, 2015.